# اوروری
اوروری (به ایتالیایی: Ururi) یک کومونه در ایتالیا است که در استان کامپوباسو واقع شده‌است.

## خصوصیات
اوروری ۳۱٫۵ کیلومترمربع مساحت و ۲٬۸۷۱ نفر جمعیت دارد و ۲۶۲ متر بالاتر از سطح دریا واقع شده‌است.